# معركة خزان تشانغجين
معركة خزان تشانغجين هي معركة هامة وقعت أواخر عام 1950 خلال الحرب الكورية. وقعت المعركة بعد شهر واحد من دخول الصين الصراع وفي 27 نوفمبر 1950 فاجأت القوات الصينية الفيلق الأمريكي المتمركز في المنطقة يقيادة إدوارد ألموند وسرعان من أعقب الهجوم معركة ضارية استمرت 17 يومًا في طقس متجمد.